# Aimer la vie
Albums de Julio Iglesias
A mis 33 años
(1977) Emociones
(1978)
Singles
1. Aimer la vie
Sortie : juillet 1978
2. Le monde est fou, le monde est beau
Sortie : novembre 1978

Aimer la vie est le premier album studio francophone du chanteur espagnol Julio Iglesias, sorti le 20 avril 1978 chez CBS.
La plupart des chansons sont des adaptations en français — par Claude Lemesle ou Pierre Delanoë — de titres présents sur l'album A mis 33 años sorti en 1977. L'album est certifié disque d'or au Canada et double disque de platine en France pour plus de 740 000 exemplaires vendus. Deux chansons de l'album ont été extraites en single, Aimer la vie et Le monde est fou, le monde est beau, tous deux sortis en 1978.

## Liste des titres
| 1. | Aimer la vie (Soy un truhan, soy un señor)        | - Claude Lemesle - Ramón Arcusa - Manuel de la Calva - Julio Iglesias | 3:14 |
| 2. | Une chanson sentimentale (Un gorrión sentimental) | - Lemesle - Mario Balducci - Giovanni Belfiore                        | 3:45 |
| 3. | Ne t'en va pas je t'aime (Si me dejas no vale)    | - Pierre Delanoë - Belfiore - Luciano Rossi                           | 2:25 |
| 4. | Amigo (Gavilán o paloma)                          | - Lemesle - Rafael Pérez Botija                                       | 4:33 |
| 5. | Tendre Voleur (Goodbye a modo mio)                | - Lemesle - Balducci - Belfiore                                       | 3:40 |

| Face B | Face B                                                       | Face B                                | Face B | Face B | Face B | Face B | Face B | Face B | Face B |
| No     | Titre                                                        | Auteur                                | Durée  |        |        |        |        |        |        |
| ------ | ------------------------------------------------------------ | ------------------------------------- | ------ | ------ | ------ | ------ | ------ | ------ | ------ |
| 1.     | Le monde est fou, le monde est beau (A veces tú, a veces yo) | - Lemesle - Iglesias - Eva Sobredo    | 2:56   |        |        |        |        |        |        |
| 2.     | À la croisée des chemins (Seguire mi camino)                 | - Lemesle - Iglesias - Dino Ramos     | 3:15   |        |        |        |        |        |        |
| 3.     | Mes trente trois ans (33 años)                               | - Lemesle - Iglesias                  | 3:48   |        |        |        |        |        |        |
| 4.     | J'ai besoin de toi (Cada dia mas)                            | - Lemesle - Arcusa - De la Calva      | 3:11   |        |        |        |        |        |        |
| 5.     | Stai (Limelight)                                             | - Giovanni Belfiore - Charlie Chaplin | 5:01   |        |        |        |        |        |        |
| 35:48  |                                                              |                                       |        |        |        |        |        |        |        |

## Crédits
- Pierre Carrel – producteur
- Ramón Arcusa – arrangements (pistes A1-A5, B3-B5)
- Rafael Ferro – arrangements (pistes B1, B2)
- Allen Weinberg – photographie

Adaptés des notes d'accompagnement d'Aimer la vie.

## Certifications
| Pays                                                                                                   | Certification | Ventes certifiées |
| --- | ------------- | ----------------- |
| Canada (Music Canada)                                                                                  | Or            | 50 000^           |
| France (SNEP)                                                                                          | 2 × Platine   | 740 000*          |
| *Ventes selon la certification ^Mise en rayon selon la certification xNon précisé par la certification |               |                   |